# Pongo abelii
L'orango di Sumatra (Pongo abelii Lesson, 1827) è una delle tre specie di oranghi, endemica della parte settentrionale dell'isola indonesiana di Sumatra.
È più raro dell'orango del Borneo ma più comune dell'orango di Tapanuli, anch'esso endemico di Sumatra. Il suo nome comune si basa su due parole locali separate, "orang" ("popolo" o "persona") e "hutan" ("foresta"), derivate dalla lingua ufficiale della Malaysia, il malese, che si traduce in "persona (o uomo) della foresta". Originariamente era considerata una sottospecie (Pongo pygmaeus abelii) dell'orango del Borneo.

## Descrizione

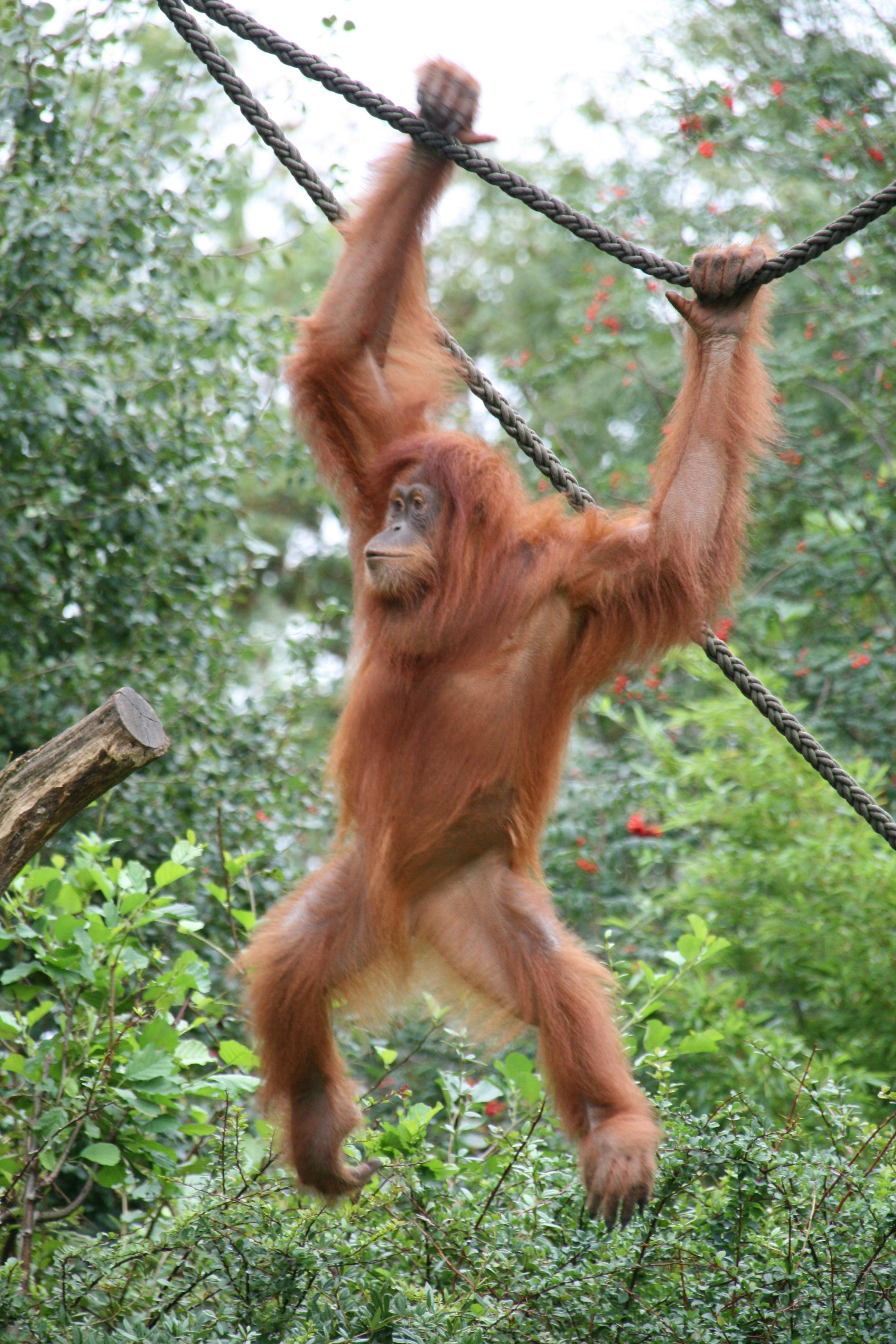
Un esemplare in semi-libertà, in un centro riabilitativo di Sumatra

### Dimensioni
Gli oranghi di Sumatra maschi possono crescere fino a circa 1,30-1,70 metri (5,6 piedi), per un peso che varia dai 50 ai 90 kg (200 libbre) in media; in alcuni casi eccezionali si sono osservati grossi maschi dal peso di 130 kg. L'apertura delle braccia, misurata dalla punta di un indice alla punta dell'altro, è di circa due metri. Le femmine sono un po' più piccole, raggiungendo un'altezza media di 90 centimetri (3,0 piedi), per un peso di 45 kg (99 libbre). Queste dimensioni ne fanno il più grande primate asiatico (uomo escluso), nonché la più grande scimmia arboricola esistente.

### Aspetto
Il pelo è lungo e liscio, di colore rossiccio: le zampe anteriori sono lunghe il doppio di quelle posteriori, oltre ad essere più robuste e muscolose. Rispetto agli oranghi del Borneo, questi animali hanno una costituzione più slanciata ed un volto più allungato, con un pelo più lungo e di colore più chiaro, oltre alla presenza di una barba brizzolata in ambedue i sessi ma molto più lunga e folta nei maschi.

### Dimorfismo sessuale
I maschi sono più grandi e robusti delle femmine (peso medio della femmina: 30–50 kg, peso medio del maschio: 50–90 kg): possiedono inoltre delle larghe guance carnose, ricoperte di pelame bianco, ed una grossa pappagorgia che si estende fin sul petto.

## Biologia

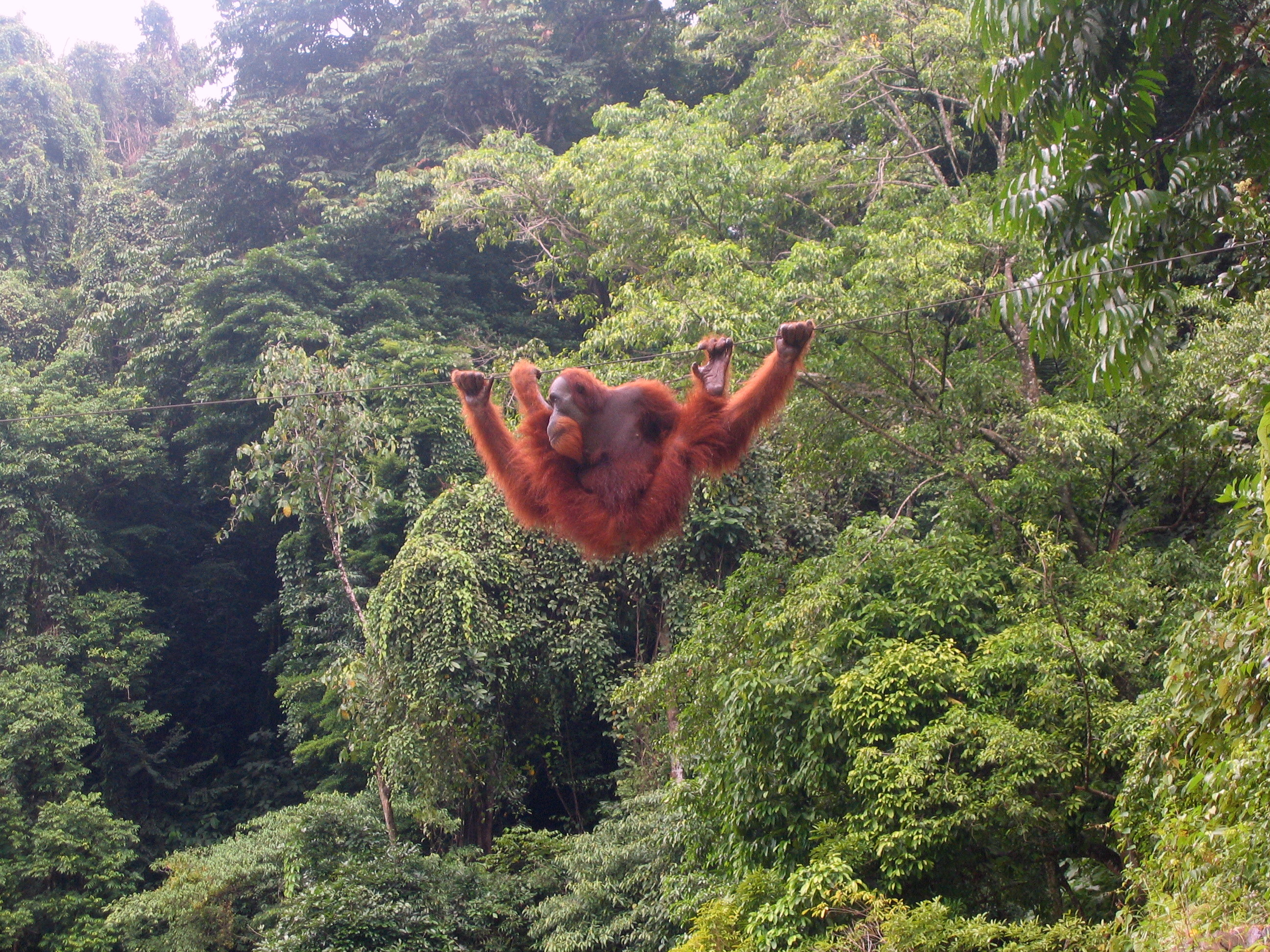
Un esemplare si muove lungo un filo di ferro.

Rispetto all'orango del Borneo, l'orango di Sumatra ha una dieta più frugivora e soprattutto insettivora. I suoi frutti preferiti includono fichi e giaca, nutrendosi anche di insetti, uccelli e le loro uova e piccoli vertebrati. Durante la stagione secca, questi animali si nutrono anche della corteccia interna degli alberi.

### Intelligenza ed utensili
Alcuni oranghi di Sumatra selvatici della palude di Suaq Balimbing sono stati osservati mentre utilizzavano degli utensili. Come gli scimpanzé, gli oranghi osservati raccoglievano piccoli rametti di circa 30 centimetri, sfilacciandone un'estremità con i denti, inserendoli poi nelle entrate dei termitai, per raccoglierne quante più termiti possibili. Questi bastoncini vengono usati anche per aprire gli alveari ed accedere al miele al suo interno. Questi utensili vengono usati anche per aprire la frutta: quando il frutto dell'albero di Neesia matura, la sua buccia dura e increspata si ammorbidisce fino a quando non si apre. Dentro ci sono i semi che piacciono tanto agli oranghi, ma sono anche circondati da peli simili a fibre di vetro, piuttosto dolorosi se ingeriti. Gli utensili vengono creati in modo diverso per usi diversi. I bastoncini vengono spesso scelti più lunghi o vengono accorciati a seconda che vengano utilizzati per recuperare insetti o frutti. Se un particolare strumento si rivela utile, l'orango lo conserverà. Nel tempo, un esemplare può racimolare una gran quantità di strumenti fino ad avere intere "cassette degli attrezzi". Quando si nutrono dei frutti del Neesia, l'orango selezionerà un bastoncino da 2,5 centimetri, spogliandolo della corteccia, per poi utilizzarlo per pescare con cura tutti i peli dal frutto. Una volta che il frutto è sicuro, l'orango può nutrirsi dei suoi semi con lo stesso bastoncino o con le dita. Tali comportamenti non sono mai stati osservati negli oranghi del Borneo, sebbene le due specie vivano in habitat simili.

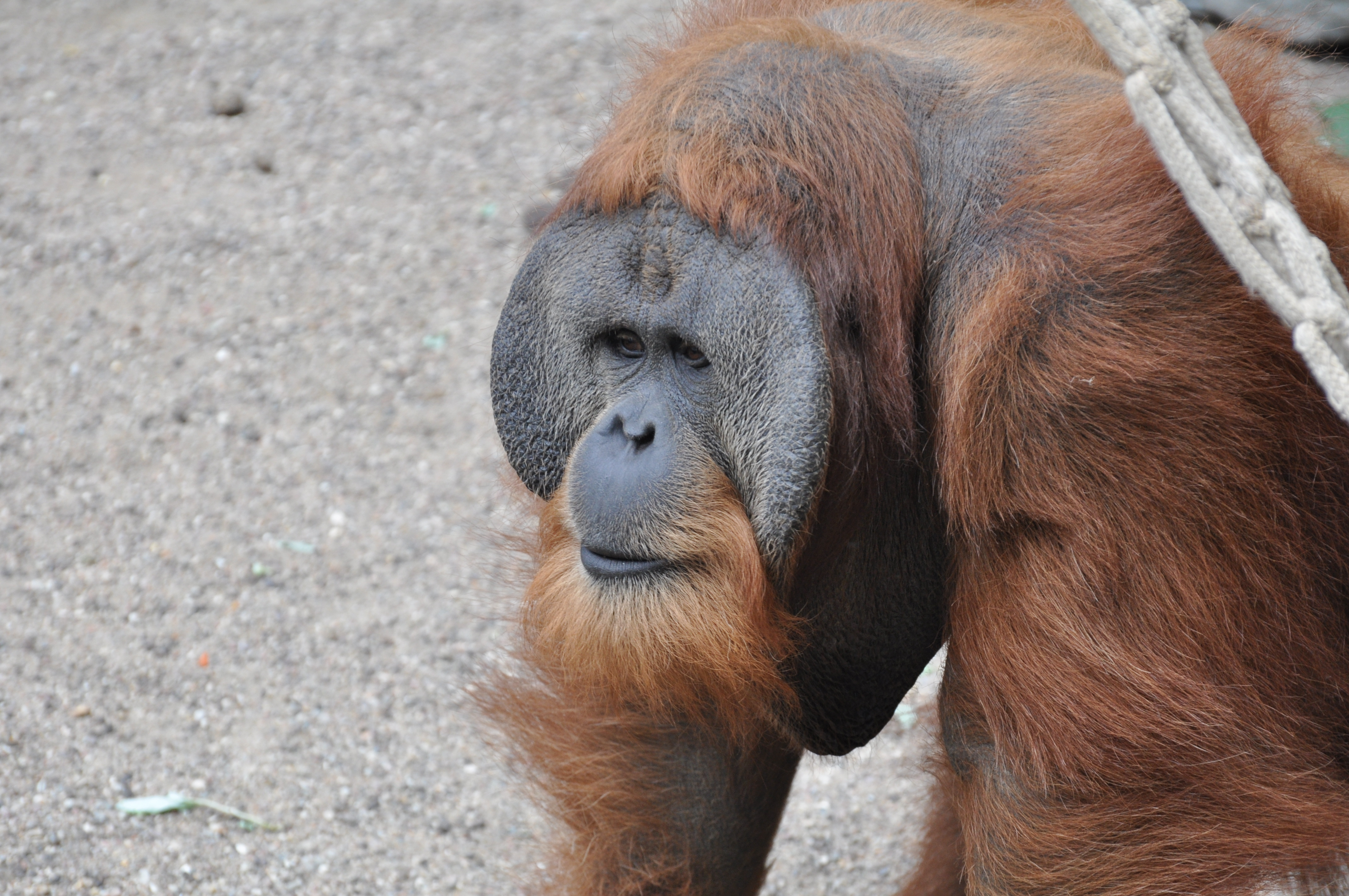
Primo piano di un maschio adulto

La NHNZ (Natural History New Zealand) filmò degli oranghi di Sumatra selvatici per il suo programma Wild Asia: In the Realm of the Red Ape; il documentario mostrava diversi esemplari nell'atto di utilizzare strumenti semplici, come un ramoscello per fare leva sul cibo ed estrarlo da luoghi scomodi, mentre un altro esemplare è stato filmato mentre si riparava dalla pioggia di un temporale tropicale con una grossa foglia, a mo' di ombrello.
Oltre ad essere usati come strumenti, i rami degli alberi sono un mezzo di trasporto per l'orango di Sumatra. Gli oranghi sono i mammiferi arboricoli più pesanti al mondo, muovendosi quasi esclusivamente sugli alberi, il che li rende particolarmente suscettibili ai cambiamenti dell'habitat arboreo. Per far fronte a ciò, la loro locomozione è caratterizzata da movimenti lenti, lunghi tempi di contatto e una serie impressionante di posture locomotorie. È stato persino dimostrato che gli oranghi utilizzano la conformità dei supporti verticali per ridurre il costo della locomozione facendo oscillare gli alberi avanti e indietro per avvicinarsi agli altri alberi, assicurandosi di avere almeno tre arti assicurati ad un supporto. Possiedono strategie di locomozione uniche, muovendosi lentamente e utilizzano più supporti per limitare l'oscillazioni dei rami più deboli. Spesso capita che i vecchi maschi di grandi dimensioni abbiano difficoltà a muoversi fra gli alberi a causa del loro peso, e per questo siano costretti a percorrere buoni tratti sul terreno. L'orango di Sumatra è anche più arboricolo del cugino del Borneo; ciò potrebbe essere dovuto alla presenza di grandi predatori, come la tigre di Sumatra sull'isola. Questi animali si muovono tra gli alberi attraverso una locomozione quadrumana (che comprende tutti e quattro gli arti) e semibrachiazione.
A partire dal 2015, la specie degli oranghi di Sumatra conta solo circa 7.000 membri rimanenti, per questo il World Wide Fund for Nature sta tentando di proteggere le specie consentendo loro di riprodursi in un ambiente sicuro in cattività. Tuttavia, ciò rappresenta un rischio per i comportamenti nativi che l'orango di Sumatra dimostra in natura, mentre in cattività, questi animali rischio l'"Effetto Cattività": gli animali tenuti in cattività per un periodo prolungato non sapranno più come comportarsi in natura. Essendo rifornito costantemente di acqua, cibo e riparo e privo di tutte le sfide della vita in natura, il comportamento di questi animali in cattività diventa di natura più esplorativa.
È stato identificato un repertorio di 64 diversi gesti utilizzati dagli oranghi, 29 dei quali si ritiene abbiano un significato specifico che può essere interpretato da altri oranghi. Sono stati identificati sei significati intenzionali: Affiliato/Gioca, Interrompi l'azione, Guarda/Prendi oggetto, Condividi cibo/oggetto, Co-locomotore e Allontanati. Sebbene gli oranghi di Sumatra prediligano comunicare attraverso i gesti tra di loro, emettono anche richiami uditivi: ciascun esemplare, sia esso maschio o femmina, tende a definire un proprio territorio, che nelle femmine copre fra i 500 e i 900 ettari, mentre nei maschi ha un'area di almeno 2500 ettari ed include al suo interno i territori di almeno tre femmine. Per rivendicare la proprietà di un territorio, questi animali emettono dei particolari suoni molto lunghi ed udibili ad oltre un chilometro di distanza (i cosiddetti "richiami lunghi"), simili ad un muggito, che nei maschi sono resi ancora più rumorosi dalla presenza di una sacca estendibile sulla gola. Oltre ad emettere il richiamo, l'animale può anche spezzare dei rami per aumentare il fragore. Sulla breve distanza, gli oranghi comunicano tramite tutta una serie di sbuffi e grugniti, oltre ad emettere una varietà di suoni simili a rutti o pernacchie attraverso la gola o le labbra.

### Riproduzione

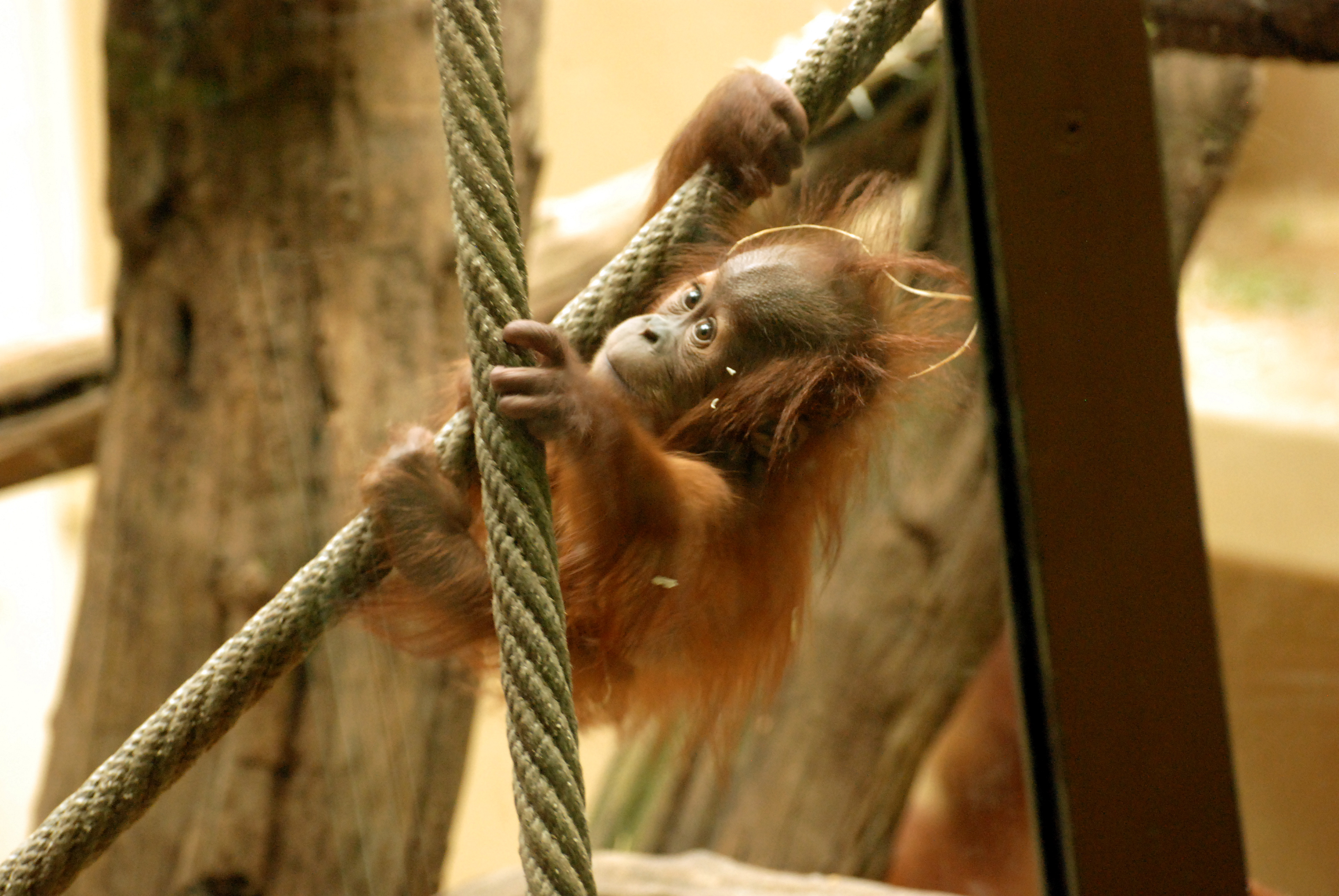
Un piccolo orango allo zoo di Zurigo. I cuccioli rimarranno con la madre per i primi 8 anni della loro vita.

L'orango di Sumatra presenta cinque fasi della vita che sono caratterizzate da diverse caratteristiche fisiche e comportamentali. La prima di queste fasi è l'infanzia, che dura dalla nascita fino a circa 2,5 anni di età. A questa età l'animale pesa tra i 2 e i 6 chilogrammi. I neonati sono facilmente identificabili da zone pigmentate più chiare intorno agli occhi e al muso in contrasto con la pigmentazione più scura sul resto del viso, nonché per i lunghi peli che sporgono verso l'esterno intorno al viso. Durante questo periodo, il cucciolo è sempre portato in braccio dalla madre durante gli spostamenti, ed è fortemente dipendente da quest'ultima per il cibo, dormendo anche nello stesso letto di foglie la notte. La fase successiva si chiama giovinezza e si ha luogo tra i 2,5 e i 5 anni di età. A quest'età l'animale pesa tra i 6 e i 15 chilogrammi e non ha un aspetto molto diverso dalla fase precedente. Sebbene sia ancora portato principalmente in giro dalla madre, il giovane giocherà spesso con i coetanei e farà piccoli viaggi esplorativi sempre sotto lo sguardo della madre. Verso la fine di questa fase, il giovane smetterà di dormire nel nido della madre e costruirà un proprio nido nelle vicinanze. Dai 5 agli 8 anni di età, l'orango entra nella fase adolescenziale della vita. A questo stadio pesa circa 15-30 chilogrammi. Le macchie chiare sul viso iniziano a scomparire e alla fine di questa fase il viso diventa completamente scuro. Durante questo periodo, gli oranghi hanno ancora contatti costanti con la madre, ma sviluppano un rapporto più forte con i coetanei mentre giocano in gruppo. Sono ancora giovani e agiscono con cautela nei confronti di adulti non familiari, in particolare con i maschi adulti. All'età di 8 anni, le femmine sono considerate sessualmente mature e iniziano ad avere una prole propria. I maschi, tuttavia, entrare in una fase chiamata sub-età adulta. Questa fase dura dagli 8 ai 13 o 15 anni circa, in cui gli esemplari pesano dai 30 ai 50 chilogrammi. I loro volti sono completamente scuri e iniziano a sviluppare i caratteristici dischi guanciali. La loro barba inizia a crescere, ed i peli intorno al viso si accorciano e invece di puntare verso l'esterno, si appiattiscono lungo il volto. Questa fase segna la maturità sessuale nei maschi, sebbene a questa età gli oranghi sono ancora socialmente sottosviluppati ed eviteranno comunque il contatto con i maschi adulti. Infine, gli oranghi maschi di Sumatra raggiungono l'età adulta tra i 13 e i 15 anni. Un esemplare adulto può raggiungere un peso compreso tra 50 e i 90 chilogrammi, all'incirca il peso di un essere umano adulto. Hanno una barba completamente cresciuta, dischi guanciali completamente sviluppati e lunghi peli su tutto il corpo.
Le femmine vivono tipicamente 44-53 anni allo stato selvatico, mentre i maschi sono leggermente più longevi, raggiungendo anche i 47-58 anni. Le femmine sono in grado di partorire fino a 53 anni, sulla base di studi sui cicli della menopausa. Sia i maschi che le femmine sono generalmente considerati sani anche alla fine della loro vita e possono essere identificati come tali dalla regolare abbondanza di crescita dei peli e dei dischi guanciali.

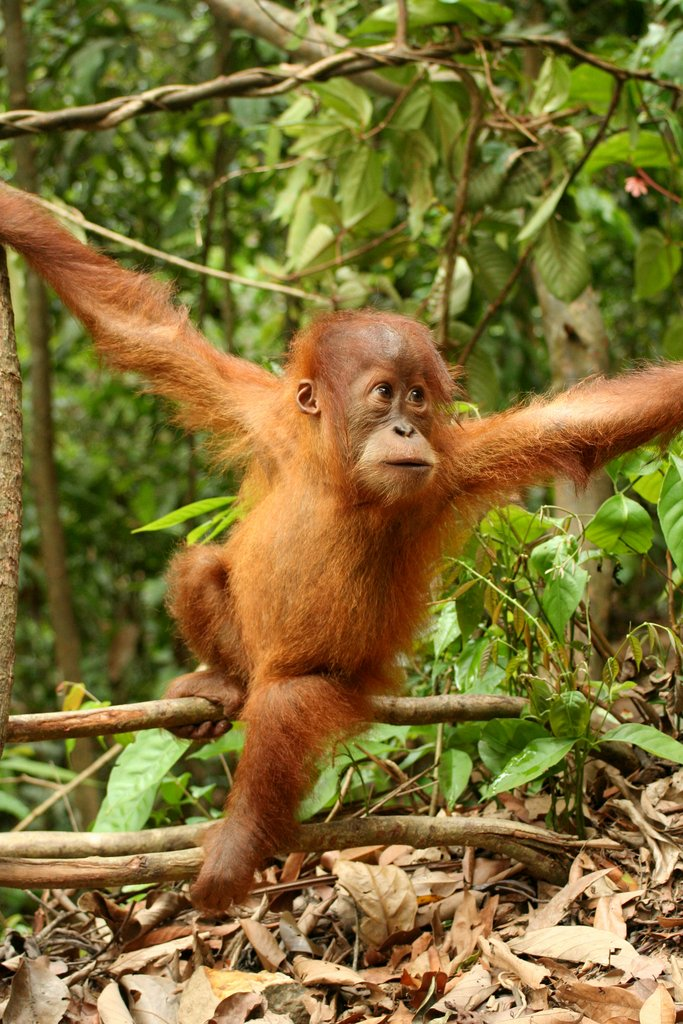
Un piccolo orango, nel centro di riabilitazione di Bukit Lawang

L'orango di Sumatra è più socievole della sua controparte del Borneo, tendendo a passare più tempo in piccoli gruppi, dove viene praticato il grooming: questa azione viene praticata in modo abbastanza grezzo (va considerato che, pur riunendosi in gruppetti, gli orangutan rimangono animali abbastanza solitari e quindi non hanno sviluppato molti comportamenti sociali), utilizzando la bocca piuttosto che le mani. Anche per tagliarsi le unghie questi animali utilizzano i denti. I gruppi sono generalmente costituiti da gruppi di femmine ed un compagno maschio preferito. I maschi adulti, invece, tendono generalmente ad evitare i contatti fra loro. I maschi subadulti cercheranno di accoppiarsi con qualsiasi femmina, anche se per lo più senza successo, poiché le femmine mature sono in grado di respingerli facilmente, poiché preferiscono accoppiarsi con i maschi adulti. Solitamente, c'è un maschio specifico in un gruppo per il quale le femmine mature mostreranno preferenza. Gli oranghi maschi di Sumatra a volte hanno un ritardo di molti anni nello sviluppo delle caratteristiche sessuali secondarie, come i dischi guanciali e la massa muscolare.
I maschi mostrano bimaturismo, per cui i maschi adulti che hanno sviluppato completamente i dischi guanciali e i maschi più piccoli privi di dischi guanciali, sono entrambi in grado di riprodursi, ma impiegano strategie d'accoppiamento differenti per farlo.
Generalmente, l'accoppiamento avviene quando la disponibilità di cibo è più elevata, fra dicembre e maggio: la gestazione dura circa otto mesi, al termine dei quali viene dato alla luce un unico cucciolo (i gemelli sono una rarità), che viene accudito unicamente dalla madre per 8-9 anni, durante i quali la genitrice deve insegnargli tutto (cosa mangiare, come comportarsi etc.). Spesso i giovani restano con la madre anche dopo aver raggiunto l'indipendenza, il che avviene attorno al terzo anno di vita.
Gli oranghi hanno intervalli fra le nascite più lunghi rispetto a tutti gli Ominidi (un cucciolo ogni 5-6 anni): le femmine cominciano generalmente a riprodursi dopo il quindicesimo anno d'età, mentre i maschi diventano maturi sessualmente attorno ai diciannove anni. I giovani maschi spesso tentano di stuprare le femmine, a volte rapendo i loro cuccioli per costringerle ad accoppiarsi. Per evitare di essere stuprate, le femmine (in particolare le più giovani, mentre le grosse femmine adulte possono facilmente tener testa ad un giovane maschio, per quanto irruente) tendono a formare gruppi con grossi maschi o con altre femmine.
Nonja, ritenuta l'orango più antico al mondo in cattività o allo stato brado al momento della sua morte, al MetroZoo di Miami, aveva raggiunto la veneranda età di 55 anni.
A partire dal 2019, l'orango più vecchio al mondo in cattività o in natura è Inji, che ha festeggiato il suo 59º compleanno allo zoo dell'Oregon il 30 gennaio.

### Dieta
Gli oranghi di Sumatra sono principalmente frugivori, favorendo i frutti costituiti da un grande seme e circondati da una sostanza carnosa, come durian, litchi, giaca, alberi del pane e frutti di fico. Anche gli insetti costituiscono una parte enorme della loro dieta; i tipi più consumati sono le formiche, prevalentemente del genere Camponotus (almeno quattro specie indeterminate). La loro dieta principale può essere suddivisa in cinque categorie: frutta, insetti, materiale fogliare, corteccia e altri alimenti vari. Gli studi hanno dimostrato che gli oranghi nella zona di Ketambe, in Indonesia, si nutrivano di oltre 92 diversi tipi di frutta, 13 diversi tipi di foglie, e 22 tipi di altri materiali vegetali, come germogli e pseudo-bulbi di orchidee. Gli insetti inclusi nella loro dieta appartenevano ad almeno 17 tipi diversi. Occasionalmente il terreno intorno ai termitai veniva ingerito in piccole quantità. Quando la disponibilità di frutta matura è scarsa, gli oranghi di Sumatra si nutrono anche della carne del lori lento, un primate notturno. Gli oranghi raccolgono l'acqua dalle ciotole naturali che si trovano sugli alberi in cui vivono. Sono stati osservati esemplari bere l'acqua piovana dalle loro pellicce durante i temporali.

#### Dieta carnivora

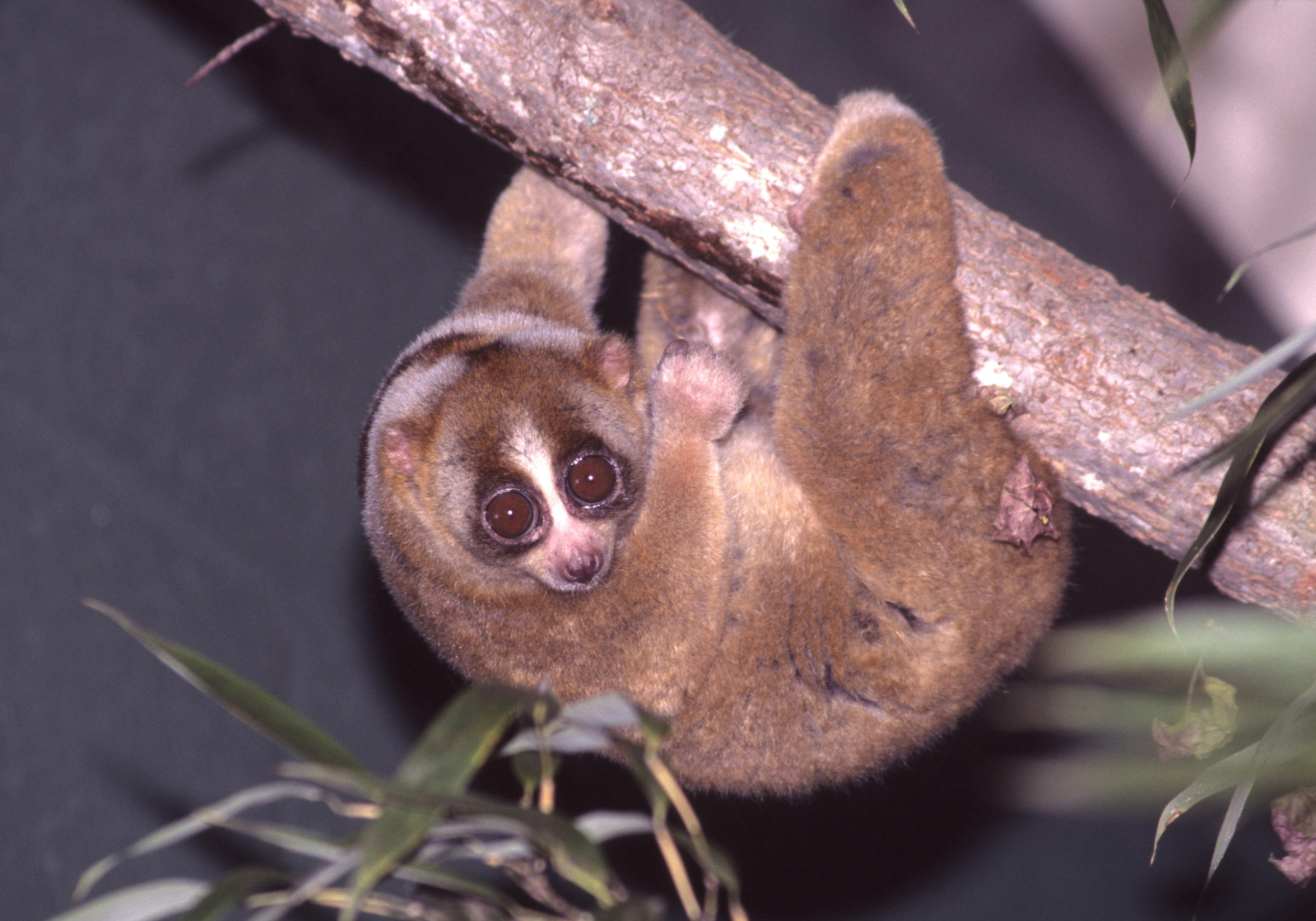
Lori lento

Gli oranghi di Sumatra si nutrono raramente di carne, e non mostrano un pregiudizio maschile, in cui solo i maschi sono inclini a mangiare carne. Una ricerca nell'area di Ketambe ha riportato casi di consumo di carne negli oranghi selvatici di Sumatra, di cui nove erano di oranghi che si nutrivano di lori lenti. La ricerca mostra che nei tre casi più recenti in cui gli oranghi si siano nutriti di lori lenti, la velocità di alimentazione media massima dell'orango adulto per un intero lori lento maschio adulto era di 160,9 g/he, del neonato, 142,4 g/h. Nessun caso è stato segnalato durante l'abbondanza di frutti, il che suggerisce che gli oranghi si nutrano di carne solo come ultima risorsa per la carenza stagionale di frutta. Similmente alla maggior parte delle specie di primati, gli oranghi sembrano condividere la carne solo tra madre e figlio.

## Distribuzione e habitat
Attualmente, la distribuzione di questi animali è limitata ad una serie frammentata di aree di foresta pluviale nella punta settentrionale dell'isola di Sumatra, in Indonesia: resti fossili indicano una sua distribuzione passata, oltre che sull'intera isola, anche sulla vicina Giava.
Predilige le aree fra i 200 ed i 1000 m d'altitudine, ma possono essere trovati esemplari anche a 2.000 m.

## Genomica

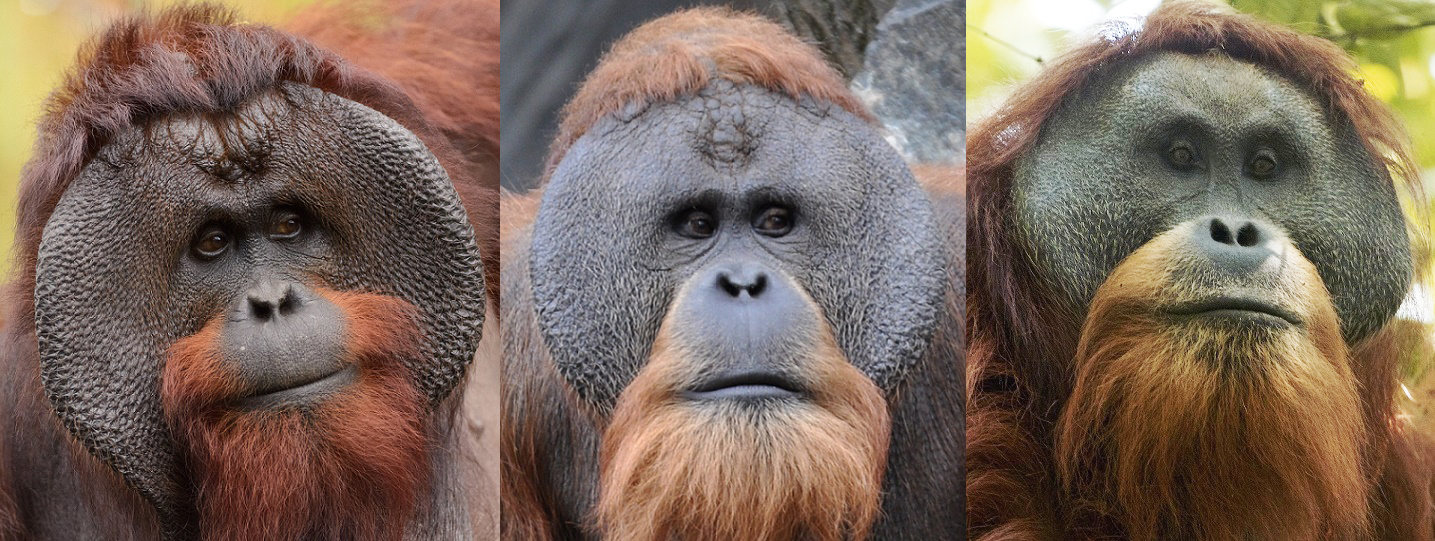
Confronto tra le specie (da destra verso sinistra) del Borneo, di Sumatra e di Tapanuli

Gli oranghi hanno 48 cromosomi. Il genoma dell'orango di Sumatra è stato sequenziato nel gennaio 2011, sulla base di una femmina in cattività di nome Susie. Dopo gli esseri umani e gli scimpanzé, l'orango di Sumatra è diventato la terza specie esistente di ominidi ad avere il proprio genoma sequenziato.
I ricercatori hanno anche pubblicato copie meno complete di dieci oranghi selvatici, cinque del Borneo e cinque di Sumatra. La diversità genetica è risultata inferiore negli oranghi del Borneo (Pongo pygmaeus) rispetto a quelli di Sumatra (Pongo abelii), nonostante il Borneo sia la patria di sei o sette volte più oranghi di Sumatra. Il confronto ha dimostrato che queste due specie si sono separate genomicamente circa 400.000 anni fa, più recentemente di quanto si pensasse in precedenza. Il genoma dell'orango ha anche meno riarrangiamenti rispetto al lignaggio scimpanzé/umano. La sequenza completa e l'annotazione possono essere visualizzate sull'Ensembl Genome Browser.

## Conservazione

### Minacce

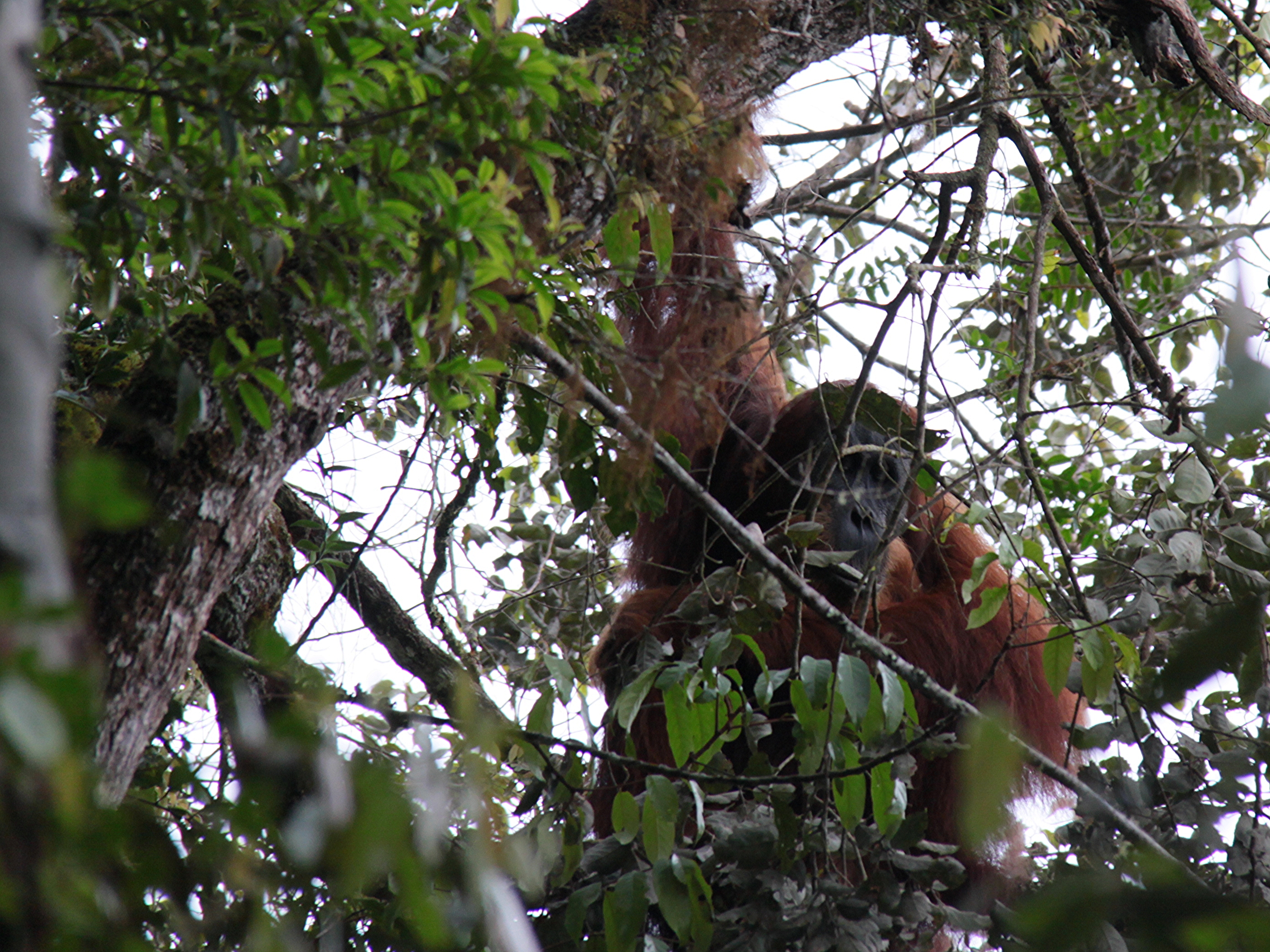
Un maschio nascosto dietro le foglie, Sumatra

Gli oranghi di Sumatra hanno a che fare con minacce come il disboscamento (sia legale che illegale), la conversione all'ingrosso di foreste in terreni agricoli e piantagioni di palma da olio e la frammentazione del territorio. Le compagnie utilizzano un metodo di deforestazione per riutilizzare i terreni per l'olio di palma. Questa terra è presa dalla foresta in cui vivono gli oranghi di Sumatra. Una valutazione della perdita di foreste negli anni '90 ha concluso che le foreste che danno casa ad almeno 1.000 oranghi sono state perse ogni anno all'interno dell'ecosistema di Leuser.
Nel 2017, circa l'82,5% della popolazione di oranghi di Sumatra era strettamente confinata all'estremità settentrionale dell'isola, nella provincia di Aceh. Gli oranghi si trovano raramente, se non mai, a sud del fiume Simpang Kanan sul lato ovest di Sumatra o a sud del fiume Asahan sul lato est. La popolazione di Pakpak Barat, in particolare, è l'unica popolazione di Sumatra che si prevede sarà in grado di sostenere gli oranghi a lungo termine, dati gli attuali effetti dello spostamento dell'habitat e dell'impatto umano.
Sebbene il bracconaggio generalmente non sia un grosso problema per gli oranghi di Sumatra, la caccia locale occasionale ha comunque ridotto la loro popolazione. In passato questi animali erano cacciati nel nord di Sumatra come cibo; Sebbene i tentativi deliberati di cacciare gli oranghi siano rari al giorno d'oggi, è noto che i locali come i Batak mangino quasi tutti i vertebrati della zona. Inoltre, gli oranghi di Sumatra sono visti come parassiti dagli agricoltori locali, diventando obiettivi di sterminio se vengono visti danneggiare o rubare i raccolti. Nell'aspetto commerciale, la caccia a esemplari sia morti che vivi è stata registrata anche come effetto della domanda da parte degli zoo e delle istituzioni europee e nordamericane per tutto il XX secolo.
Gli oranghi di Sumatra hanno sviluppato un sistema cardiovascolare altamente funzionante. Tuttavia, questo sviluppo di sacche d'aria enormemente migliorate nei polmoni, li ha resi maggiormente sensibili alla sacculite aerea, più diffusa tra gli oranghi di questa specie. La sacculite aerea è simile all'infezione da streptococco presentando sintomi simili, ad esempio la faringite streptococcica, in Homo sapiens. Questa infezione batterica sta diventando sempre più comune negli oranghi in cattività, per via della loro esposizione al ceppo umano di Streptococcus. All'inizio, entrambi i ceppi venivano trattati e curati con antibiotici insieme al riposo. Eppure, nel 2014, un orango di Sumatra, da dieci anni in cattività, è stato il primo della sua specie a morire di Streptococcus anginosus. Questo rimane l'unico caso noto, ma solleva la questione del perché la nota cura umana per lo streptococco fosse inefficace in questo caso.

### Conservazione

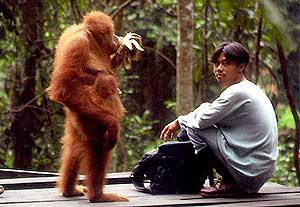
Una femmina con cucciolo di fronte ad'uomo

L'orango di Sumatra è endemico della parte settentrionale di Sumatra. In natura, gli oranghi di Sumatra sopravvivono solo nella provincia di Nanggroe Aceh Darussalam (NAD), la punta più settentrionale dell'isola. Un tempo questi primati era molto più diffusi, poiché furono trovati più a sud nel XIX secolo, come a Jambi e Padang. Esistono piccole popolazioni nella provincia della Sumatra settentrionale lungo il confine con il NAD, in particolare nelle foreste del lago Toba. Un sondaggio nella regione del lago Toba ha trovato solo due aree abitate, Bukit Lawang (definito come l'ultimo santuario di questi animali) ed il Parco Nazionale di Gunung Leuser. La specie è stata valutata come in pericolo critico nella Lista Rossa IUCN, dal 2000. Dal 2000 al 2008 è stato considerata uno dei "25 primati più minacciati al mondo".
Un sondaggio pubblicato nel marzo 2016 stima una popolazione di 14.613 oranghi di Sumatra allo stato brado, raddoppiando le precedenti stime sulla popolazione. Un'indagine del 2004 aveva stimato che circa 7.300 oranghi di Sumatra vivessero ancora allo stato brado. Lo stesso studio stima una superficie occupata di 20.552 km² per gli oranghi di Sumatra, di cui solo una fascia di area approssimativa di 8.992 km² ospita popolazioni permanenti. Alcuni di loro sono protetti in cinque aree nel Parco nazionale di Gunung Leuser; altri vivono in aree non protette, come il blocco di Aceh nord-ovest e nord-est, il fiume Batang Toru occidentale, il Sarulla orientale e il Sidiangkat. Un programma di allevamento di successo è stato istituito nel Parco Nazionale Bukit Tiga Puluh a Jambie le province di Riau. La causa principale che minaccia questi animali sono le compagnie dell'olio di palma che distruggono le foreste pluviali native per far crescere le loro piantagioni di palme da olio.
Recentemente, sono state prese in considerazione due principali strategie per la conservare di questa specie: 1) la riabilitazione e la reintroduzione in natura di individui in cattività o costretti a lasciare il proprio territorio; 2) la protezione del loro habitat forestale prevenendo minacce come la deforestazione e la caccia. La prima è stato determinato come la più efficiente in termini di costi per il mantenimento delle popolazioni di oranghi selvatici, ma ha una scala temporale più lunga di 10-20 anni. Quest'ultimo approccio ha migliori prospettive per garantire la stabilità a lungo termine delle popolazioni. Questo tipo di approccio alla conservazione dell'habitat è stato perseguito dal World Wide Fund for Nature, che ha unito le forze con diverse altre organizzazioni per fermare lo sgombero della maggior parte della foresta naturale rimasta vicino al Bukit Tigapuluh National Park.
Oltre alle suddette popolazioni selvatiche esistenti, una nuova popolazione si sta stabilendo nel Parco Nazionale Bukit Tigapuluh (Province di Jambi e Riau) attraverso la reintroduzione di animali domestici illegali confiscati. Questa popolazione conta attualmente circa 70 individui e si sta riproducendo. Tuttavia si è concluso che la conservazione delle foreste costa dodici volte meno della reintroduzione degli oranghi in natura e conserva una maggiore diversità biologica.
Gli oranghi hanno bisogno di grandi territori e hanno una bassa densità di popolazione, il che complica gli sforzi di conservazione. La densità della popolazione dipende in larga misura dall'abbondanza di frutti a polpa morbida. L'orango di Sumatra si sposterà stagionalmente tra le regioni di pianura, intermedia e montuosa, in base alla disponibilità di frutta. Le foreste indisturbate con una gamma altitudinale più ampia possono quindi sostenere popolazioni di oranghi più grandi; al contrario, la frammentazione e l'elevata rimozione delle aree forestali interrompe questo movimento stagionale. Sumatra ha attualmente uno dei tassi di deforestazione più alti al mondo.